# Libramont-Chevigny
Libramont-Chevigny (en való Libråmont) és un municipi belga de la província de Luxemburg a la regió valona. L'1 de gener del 2024 tenia 11.964 habitants. És un dels municipis més extensos de Bèlgica i limita amb Libin, Saint-Hubert, Bertrix, Neufchâteau, Sainte-Ode i Vaux-sur-Sûre. Compta amb 28 viles i llogarets.

## Altres localitats
- Bernimont
- Bonnerue
- Bougnimont
- Chenet
- Flohimont
- Jenneville
- Lamouline
- Laneuville
- Neuvillers
- Nimbermont
- Ourt
- Presseux
- Remagne
- Renaumont
- Rondu
- Saint-Pierre
- Sberchamps
- Séviscourt
- Wideumont